# مارك جون جيفريز
مارك جون جيفريز (بالإنجليزية: Marc John Jefferies)‏ هو ممثل أمريكي، ولد في 16 مايو 1990 بذا برونكس في الولايات المتحدة.

## أعمال

### أفلام
- (2002) ستيوارت ليتل 2[4][5][6]
- (2003)  خنق كامل[7]
- (2009) نوتوريوس[8]
- (2016) الموجة الخامسة[9]

### مسلسلات
- باور
- فرقة العدالة

## وصلات خارجية
- مارك جون جيفريز على موقع IMDb (الإنجليزية)
- مارك جون جيفريز على موقع ألو سيني (الفرنسية)
- مارك جون جيفريز على موقع أول موفي (الإنجليزية)
- مارك جون جيفريز على موقع قاعدة بيانات الأفلام السويدية (السويدية)
- مارك جون جيفريز على موقع قاعدة بيانات الفيلم (الإنجليزية)
- مارك جون جيفريز على موقع كينوبويسك (الروسية)